# Andrea Centurione Pietrasanta
Andrea Centurione Pietrasanta (Genova, 1471 – Genova, 1546) fu il 53º doge della Repubblica di Genova.

## Biografia

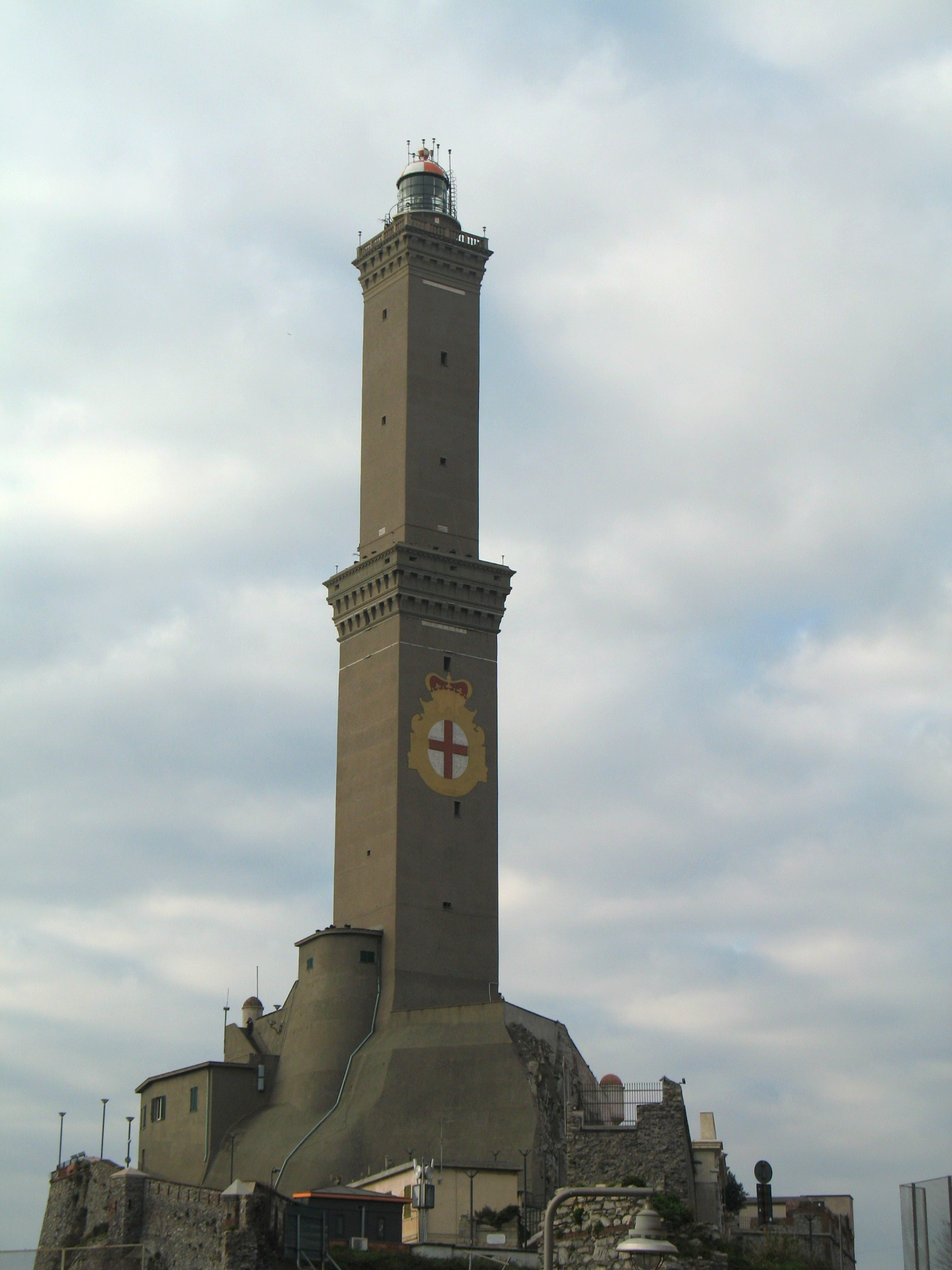
La lanterna di Genova, ricostruita nel 1543 per volere del doge Andrea Centurione Chiariti.

Figlio del medico Taddeo Chiariti, nobile di Pietrasanta, e di Mariola di Bartolomeo Doria, dopo essersi laureato in medicina si stabilisce a Genova, dove nel 1507 viene fatto senatore.
Taddeo è detto sempre "eccellentissimo Maestro nell'Arti Mediche" e si era trasferito a Genova nel 1458 e, in un secondo tempo, nel 1471. Ebbe altri figli: Agostino anche lui medico, Cristoforo che accrescerà le fortune di famiglia in Pietrasanta, Giulia che sposa Giovanni Battista Boero futuro medico del re d'Inghilterra e Caterina. La famiglia si estingue con la morte il 13 dicembre 1889 di Maria Giuseppa Chiariti, nata e vissuta a Pietrasanta.
Andrea Chiariti fu nominato nel 1518 plenipotenziario dell'Opera di Santa Maria del Fiore di Firenze e garantì i rapporti contrattuali stabiliti tra Michelangelo e papa Leone X durante quella che avrebbe dovuto essere l'escavazione del marmo sul monte Altissimo in Versilia.
Con la riforma che Andrea Doria volle e con la promulgazione della Costituzione della Repubblica di Genova dell'11 ottobre 1528 furono formati 28 Alberghi. Gli Alberghi erano consorterie che riunivano varie famiglie mediante l'assunzione di un unico cognome, generalmente quello della famiglia più potente, i meno potenti perdevano il nome e l'arme. 
Andrea ed Agostino furono ascritti al Liber Civilitatis e aggregati all'albergo Centurione. A Genova si attribuisce alla famiglia Chiariti il cognome Pietrasanta, si cognominò semplicemente de Pietra Sancta, forse  perché, come succedeva sino a qualche anno fa, spesso si indicava, nella parlata di tutti i giorni, una persona attraverso il nome del luogo di provenienza. 
Dopo aver ricoperto diverse figure minori della vita pubblica fu dal 1537 nominato procuratore della Repubblica assieme a Giovanni Battista Lercari, futuro doge nel biennio 1563-1565. Il 4 gennaio 1543 succedette a Leonardo Cattaneo Della Volta alla guida del potere dogale, la cinquantatreesima nella storia della repubblica genovese e l'ottava dopo la riforma biennale.
Tra le opere più importanti nel suo mandato vi è certamente la ricostruzione nel corso del 1543 della lanterna di Genova, con finanziamenti del Banco di San Giorgio, seriamente danneggiata dai colpi di bombarda degli insorti genovesi contro l'invasione francese del 1513 durante il dogato di Ottaviano Fregoso.
La sua carica terminò il 4 gennaio 1545 con la nomina del successore Giovanni Battista De Fornari. Morì a Genova poco dopo il dogato, nel corso del 1546. Il suo corpo fu tumulato nella chiesa di Sant'Agostino.